# Frederic Tudor
Frederic Tudor (ur. 1783, zm. 1864) – amerykański przedsiębiorca.

## Życiorys
Urodzony w 1783 roku, pochodził z zamożnej i wpływowej rodziny. W młodości porzucił edukację i odbył podróż na Kubę. W 1806 r. rozpoczął działalność w zakresie handlu lodem. Zakupił wówczas statek, załadował go 130 tonami lodu i wysłał na Karaiby, gdzie zamierzał sprzedawać lód, który mógł posłużyć do chłodzenia napojów czy produkcji lodów. Pierwsza ekspedycja zakończyła się niepowodzeniem z powodu braku popytu na lód i braku na miejscu infrastruktury do jego przechowywania. W kolejnym roku zakupił 240 ton lodu i wysłał go na Kubę, jednak ponownie nie udało mu się sprzedać towaru. W następnych latach kilkukrotnie aresztowany za długi, z czasem zaczął rozwijać technikę przechowywania lodu i popularyzował je, inwestował też znaczne środki w popularyzację lodu. Od 1825 r. znacząco zaczął zwiększać sprzedaż, po tym jak jeden z jego dostawców opracował zautomatyzowaną maszynę do cięcia lodu na kostki. W 1833 r. rozpoczął eksport lodu do Indii Brytyjskich, tym samym udowadniając, że masowe dostawy lodu w dowolne miejsce na świecie są możliwe. Z czasem stał się największym przedsiębiorcą w szybko rosnącej branży lodu (dla Bostonu eksport rzędu ok. 150 tys. ton rocznie w 1856 roku), zwany był „królem lodu”.